# Bettine Vriesekoop
Bettine Vriesekoop (Hazerswoude, 13 agosto 1961) è una tennistavolista olandese.